# Гуніна Валентина Євгенівна
Валентина Євгенівна Гуніна (4 лютого 1989, Мурманськ) — російська шахістка, гросмейстер (2013), заслужений майстер спорту Росії (2013). 
Триразова чемпіонка Росії (2011, 2013, 2014), дворазова чемпіонка Європи (2012, 2014). Чемпіонка світу з бліцу (2012), чемпіонка Європи з бліцу (2012). 

У складі збірної Росії — триразова переможниця шахових олімпіад (2010, 2012, 2014), чотириразова переможниця командних чемпіонатів Європи (2009, 2011, 2015, 2017).
Її рейтинг станом на березень 2020 року — 2431 (36-те місце у світі, 9-те — серед шахісток Росії).

## Життєпис
Народилася 4 лютого 1989 в Мурманську. Переїхала разом з матір'ю до Голіцино (Московська область). 30 листопада 2011 отримала спортивне звання Гросмейстер Росії. 2011 року закінчила університет, тема дипломної роботи «Розвиток лідерських якостей у підлітків засобами шахової гри». Працює спортсменом-інструктором в ДЮСШ «Шахова школа Анатолія Карпова». Основний тренер — Олександр Володимирович Калінін.
Захоплюється настільним тенісом.

## Спортивні досягнення
| Рік  | Місто           | Турнір                                        | +  | - | = | Результат | Місце                  |
| ---- | --------------- | --------------------------------------------- | -- | - | - | --------- | ---------------------- |
| 1999 |                 | Чемпіонат Росії до 10 років серед дівчат      | 8  | 1 | 0 | 8 з 9     | Gold                   |
| 2003 |                 | Чемпіонат Росії до 14 років серед дівчат      |    |   |   | 9½ з 11   | Gold                   |
| 2005 |                 | Чемпіонат Росії до 16 років серед дівчат      |    |   |   | 7½ з 9    | Gold                   |
| 2006 | Чебоксари       | Чемпіонат Росії до 20 років серед дівчат      | 5  | 2 | 4 | 7 з 11    | Bronze                 |
| 2007 | Санкт-Петербург | Чемпіонат Росії до 20 років серед дівчат      | 5  | 1 | 5 | 7½ з 11   | Silver                 |
|      | Дагомис         | Чемпіонат Росії до 18 років серед дівчат      | 7  | 1 | 1 | 7½ з 9    | Gold                   |
|      | Анталія         | Чемпіонат Світу до 18 років серед дівчат      | 9  | 2 | 0 | 9 з 11    | Gold                   |
| 2008 | Санкт-Петербург | Чемпіонат Росії до 20 років серед дівчат      | 7  | 4 | 0 | 7 з 11    | Silver                 |
|      | Челябінськ      | Вища Ліга Чемпіонату Росії серед жінок        | 6  | 0 | 3 | 7½ з 9    | Gold                   |
| 2009 | Сочі            | Чемпіонат Росії до 20 років серед дівчат      | 6  | 1 | 3 | 7½ з 10   | Gold                   |
|      | Москва          | Суперфінал 59-го чемпіонату Росії серед жінок | 5  | 2 | 2 | 6 з 9     | Bronze                 |
| 2010 | Нінбо           | 7-й матч Китай — Росія                        | 3  | 2 | 0 | 3 з 5     |                        |
|      | Ханти-Мансійськ | Олімпіада                                     | 6  | 0 | 1 | 6½ з 7    |                        |
| 2011 | Москва          | Суперфінал 61-го чемпіонату Росії серед жінок | 5  | 1 | 3 | 6½ з 9    | Gold                   |
| 2012 | Газіантеп       | Чемпіонат Європи серед жінок                  | 6  | 0 | 5 | 8½ з 11   | Gold                   |
| 2012 | Газіантеп       | Чемпіонат Європи з бліцу серед жінок          |    |   |   | 15 з 20   | Gold                   |
| 2012 | Батумі          | Чемпіонат світу з бліцу серед жінок           |    |   |   | 13 з 15   | Gold                   |
| 2013 | Нижній Новгород | Суперфінал чемпіонату Росії                   | 5  | 0 | 4 | 7 з 9     | Gold                   |
| 2014 | Казань          | Суперфінал чемпіонату Росії                   |    |   |   | 7 з 9     | Gold                   |
| 2015 | Сочі            | Чемпіонат світу серед жінок                   | 4  | 1 | 1 | 4½ з 6    | 1 / 8                  |
|      | Ченду           | Командний чемпіонат світу                     | 5  | 3 | 0 | 5 з 8     | (командне) (індивід)   |
|      | Чита            | Суперфінал чемпіонату Росії                   | 6  | 4 | 1 | 6½ з 11   | 5                      |
|      | Рейк'явік       | Командний чемпіонат Європи                    | 5  | 3 | 0 | 5 з 8     | (командне) 4 (індивід) |
| 2016 | Таллінн         | «25-й Меморіал Пауля Кереса»                  | 5  | 6 | 0 | 5 з 11    | 101                    |
|      | Гібралтар       | 15-й міжнародний шаховий турнір               | 4  | 3 | 3 | 5½ з 11   | 72 (12 - серед жінок)  |
|      | Тегеран         | 2-й етап гран-прі ФІДЕ серед жінок 2015/2016  | 2  | 4 | 5 | 4½ з 11   | 9                      |
|      | Батумі          | 3-й етап гран-прі ФІДЕ серед жінок 2015/2016  | 6  | 2 | 3 | 7½ з 11   | Gold                   |
| 2019 | Казань          | Турнір претенденток 2019                      | 4  | 7 | 3 | 5½ з 14   | 8                      |
|      | Сколково        | 1-й етап гран-прі ФІДЕ серед жінок 2019/2020  | 4  | 3 | 4 | 6 з 11    | 5 — 6                  |
|      | Монако          | 2-й етап гран-прі ФІДЕ серед жінок 2019/2020  | 1  | 8 | 2 | 2 з 11    | 12                     |
|      | Москва          | чемпіонат світу з рапіду                      | 6  | 3 | 3 | 7½ з 12   | 20                     |
|      | Москва          | чемпіонат світу з бліцу                       | 12 | 5 | 0 | 12 з 17   | 4                      |
| 2020 | Гібралтар       | 19-й міжнародний шаховий турнір               | 3  | 4 | 3 | 4½ з 10   | 154                    |
|      | Сент-Луїс       | «Cairns Cup 2020»                             | 2  | 6 | 1 | 2½ з 9    | 10                     |

## Нагороди
- Медаль ордена «За заслуги перед Вітчизною» I ступеня (25 жовтня 2014) — за великий внесок у розвиток фізичної культури та спорту, високі спортивні досягнення на XXXXI Всесвітній шаховій олімпіаді в місті Тромсе (Норвегія) [23]

## Зміни рейтингу
| На цьому місці має відображатися графік чи діаграма, однак з технічних причин його відображення наразі вимкнено. Будь ласка, не видаляйте код, який викликає це повідомлення. Розробники вже працюють для того, щоби відновити штатне функціонування цього графіка або діаграми. | |
| | На цьому місці має відображатися графік чи діаграма, однак з технічних причин його відображення наразі вимкнено. Будь ласка, не видаляйте код, який викликає це повідомлення. Розробники вже працюють для того, щоби відновити штатне функціонування цього графіка або діаграми. |